# Iglesia de Santiago (Nueva York)
La iglesia de Santiago (del inglés: St. James' Church) es una iglesia histórica ubicada en Nueva York, Nueva York. La Iglesia de Santiago se encuentra inscrita como un Hito Histórico Neoyorquino en la Comisión para la Preservación de Monumentos Históricos de Nueva York al igual que en el Registro Nacional de Lugares Históricos desde el 24 de julio de 1972.  

## Ubicación
La Iglesia de Santiago se encuentra dentro del condado de Nueva York en las coordenadas 40°42′44″N 73°59′57″O / 40.712222, -73.999167.